# Teplička (Tschechien)
Teplička (deutsch Töpeles, früher Töppeles) ist eine Gemeinde in Tschechien. Sie liegt neun Kilometer südlich von Karlovy Vary und gehört zum Okres Karlovy Vary.

## Geographie
Teplička befindet sich im Kaiserwald im Tal der Teplá. Die Gemeinde gehört zum Landschaftsschutzgebiet ChKO Slavkovský les. Durch den Ort verläuft die Bahnstrecke Mariánské Lázně–Karlovy Vary und am rechten gegenüberliegen Flussufer die Staatsstraße 20/E 49 von Karlovy Vary nach Bečov nad Teplou.
Nachbarorte sind Cihelny und Březová im Norden, Stanovice im Nordosten, Nové Stanovice, U Močidel und Dražov im Osten, Hlinky im Südosten, Krásný Jez und Ležnička im Süden, Ležnice, Kounice und Horní Slavkov im Südwesten sowie Bošířany im Westen. Westlich liegen auch die Fluren des erloschenen Dorfes Kfely.

## Geschichte

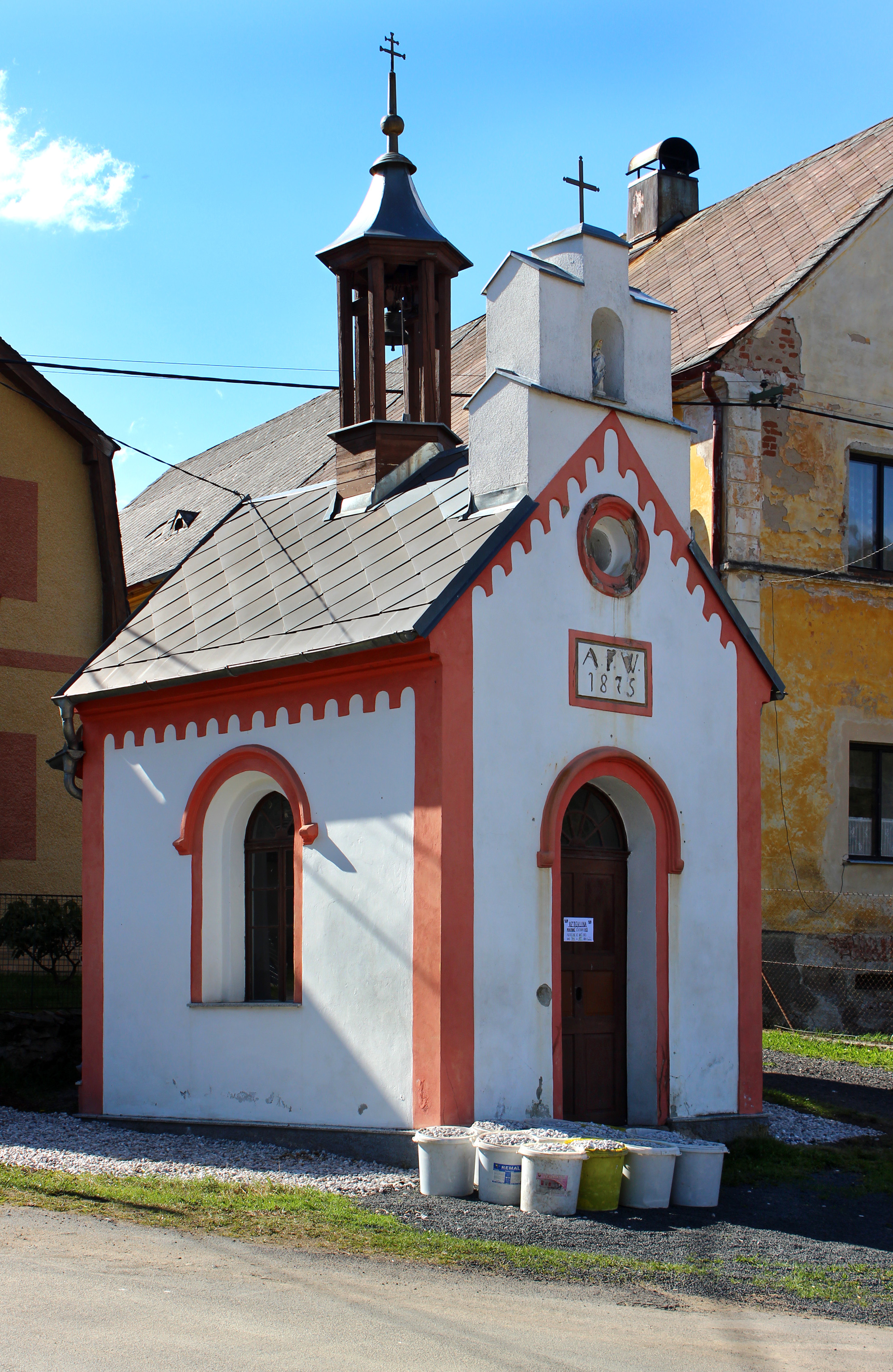
Die Kapelle

Teplička ist eine slawische Gründung. Nach der deutschen Kolonisation der Gegend entstand der germanisierte Name Toppeless, unter dem die Ansiedlung 1475 erstmals erwähnt wurde. Die Bewohner des der Herrschaft Petschau untertänigen Dorfes lebten von der Landwirtschaft und die Teplá trieb mehrere Mühlen an.
Nach der Aufhebung der Patrimonialherrschaften bildete Töppeles ab 1850 einen Ortsteil der Gemeinde Leßnitz im Bezirk Falkenau. 1888 entstand die Gemeinde Töppeles, die ab 1905 dem Bezirk Tepl zugehörig war. Mit der 1898 eingeweihten Bahnstrecke Marienbad–Karlsbad erhielt Töppeles einen Bahnanschluss. Zu dieser Zeit entstand auch die Porzellanfabrik von Frieder & Körper. Das Dorf bestand im Jahre 1900 aus 45 Häusern und hatte 385 Einwohner, von denen bis auf zwei Tschechen alle der deutschen Volksgruppe angehörten. 1930 hatte Töpeles ausschließlich deutsche Einwohner und bestand aus 58 Wohnhäusern. Infolge des Münchner Abkommens wurde Töpeles 1938 dem Deutschen Reich angeschlossen und dem Landkreis Tepl zugeordnet. 1939 hatte die Gemeinde 327 Einwohner.
Nach dem Ende des Zweiten Weltkrieges kam das Dorf zur Tschechoslowakei zurück. Ab 1945 erfolgte die Vertreibung der meisten Deutschen; die Porzellanfabrik wurde abgerissen. In Teplička wurden Tschechen, Slowaken und Wolhynientschechen angesiedelt. Ein Teil der Bauernwirtschaften fand keine neuen Besitzer und wurde abgerissen. Zwischen 1949 und 1960 war die Gemeinde zum Okres Karlovy Vary-okolí zugehörig und kam dann zum Okres Karlovy Vary.
Nach den kommunistischen Reformen in der Landwirtschaft bewirtschaftete das Staatsgut Dalovice ab 1955 die Bauernwirtschaften. 1962 entstand die dem Staatsgut Slavkov angeschlossene Farm Teplička. Zehn Jahre später erfolgte wegen des Baues der Talsperre Stanovice die Einstellung der Viehzucht. In den Jahren 1976 bis 1990 war Teplička nach Bečov nad Teplou eingemeindet. Die Gemeinde ist heute vor allem ein Erholungsort, ein großer Teil der Häuser dient als Feriensitz.

## Sehenswürdigkeiten
- Kapelle, erbaut 1875
- Gedenkstein für den Todesmarsch von 1945
- Gedenkstein für ein 1945 abgeschossenes amerikanisches Flugzeug, im Wald östlich des Dorfes

## Bilder

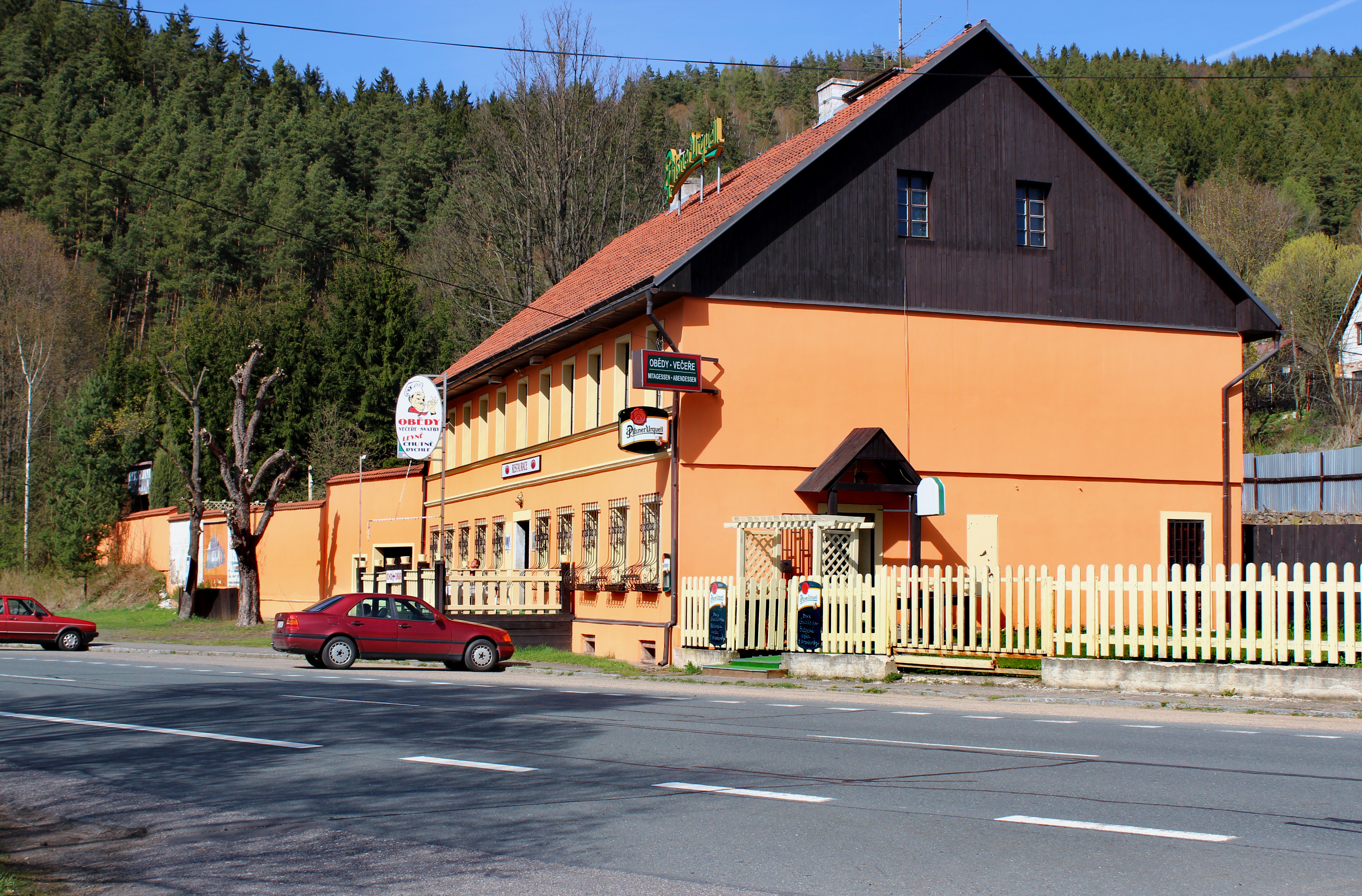
Das Restaurant
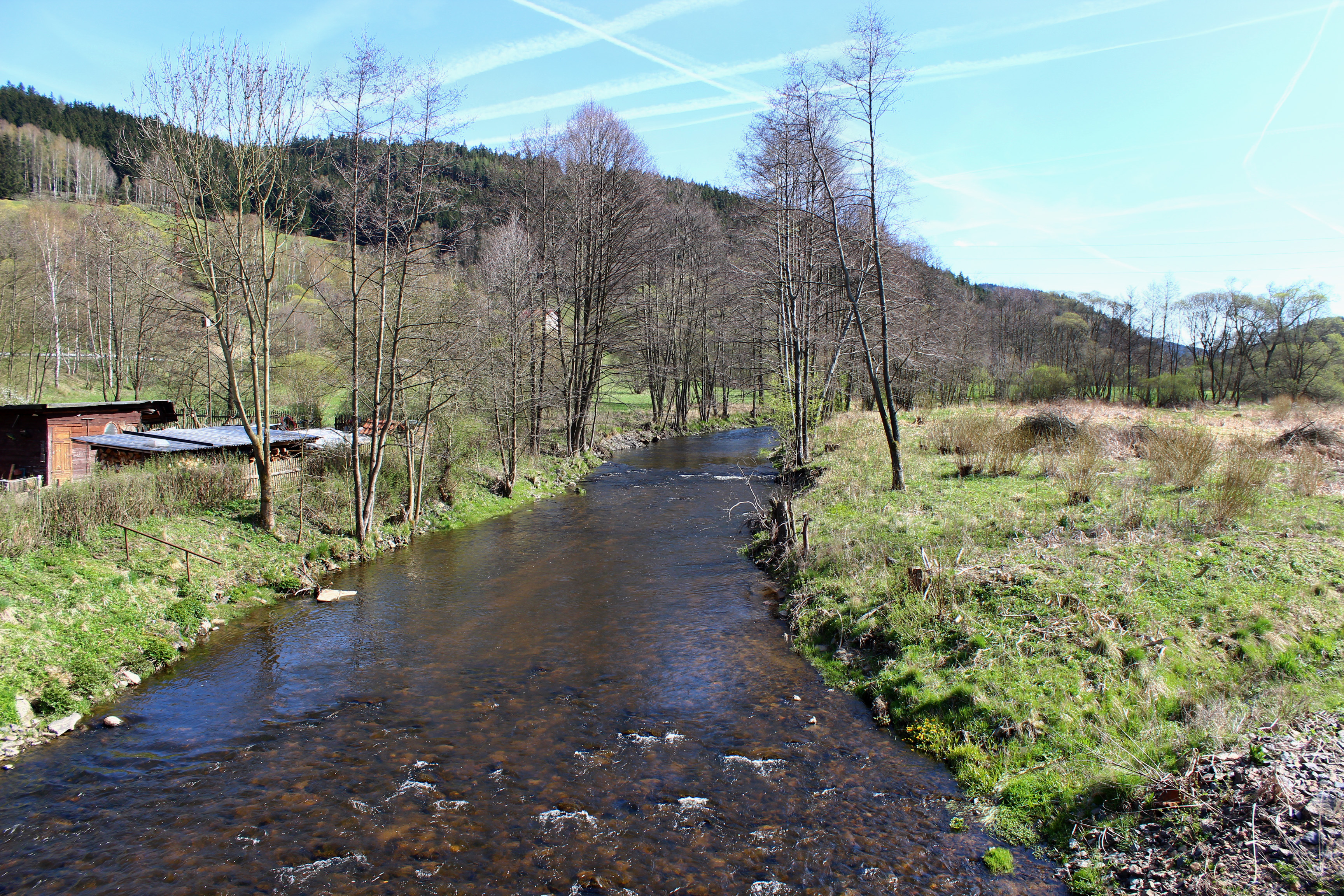
Der Fluss Teplá